# Emilia de Rodat
Emilia de Rodat (Druelle, 6 settembre 1787 – Villefranche-de-Rouergue, 19 settembre 1852) è stata una religiosa francese, fondatrice nel 1819 della congregazione delle Suore della Sacra Famiglia. Beatificata nel 1940, è stata proclamata santa da papa Pio XII nel 1950.

## Biografia
Émilie fu la figlia primogenita di Jean-Louis de Rodat e di Henriette de Pomayrols, una famiglia appartenente all'antica nobiltà del Rouergue.
Dopo l'insuccesso di tre suoi saggi di vita religiosa, raggiunse la nonna a Villefranche-de-Rouergue, nell'Aveyron, in una specie di comunità che raggruppava anziane religiose (siamo all'indomani della Rivoluzione francese) ed altre pie persone.
Nel 1815, sentendo alcuni deplorare la scomparsa delle scuole gratuite delle Orsoline, aprì una scuola nella sua camera ove si affollavano ben quaranta allievi. Ella si dovette spesso trasferire in locali sempre più ampi fino a quando poté acquistare, nel 1817, l'antico convento dei Frati Minoriti
Fu colà che nel 1819 ella fondò la congregazione delle Suore della Sacra Famiglia. Le suore della nuova congregazione si dedicarono subito alcune all'insegnamento dei figli dei poveri e altre all'assistenza domiciliare agli ammalati. Alla sua morte erano quaranta le "case" della Congregazione aperte in diverse nazioni.
Émilie conobbe lunghi anni, più di venti, di sofferenza morale credendo di aver perduto la fede e la speranza, ritenendosi riprovevole. Il suo  entourage non ne ebbe mai il sospetto e fu solo negli ultimi anni della sua vita che ella ritrovò la pace interiore sentendo nuovamente la presenza di Dio.
Dopo la sua morte fu inumata in un oratorio del giardino a Notre Dame de la Salette, ove secondo i cattolici si verificarono guarigioni miracolose grazie alla sua intercessione e la sua tomba divenne luogo di pellegrinaggi.
Il suo corpo è custodito nella cappella del convento della Sacra Famiglia. Padre Pierre-Marie Fabrer, che ne era stato il confessore, scrisse la sua biografia nel 1858.

## Culto
Émilie fu beatificata il 9 giugno 1940 da papa Pio XII e canonizzata dal medesimo il 23 aprile 1950. La sua memoria viene celebrata il 19 settembre.
Due vie le sono dedicate nella sua regione natale: una a Rodez e una a Villefranche-de-Rouergue, ed una scuola le è dedicata a Tolosa.

## Congregazione della Santa Famiglia
La Congregazione della Sacra Famiglia, di diritto pontificio, ha sede a Villefranche-de-Rouergue ed è presente in tutti i continenti.